# Sony Ericsson T610
Sony Ericsson T610 — трёхдиапазонный мобильный телефон марта 2003 года фирмы Sony Ericsson. Аппарат относится ко второму поколению телефонов Sony Ericsson. Снят с производства.

## Описание
T610 был одним из первых массовых аппаратов, имевших встроенную камеру, Bluetooth, цветной экран и джойстик навигации. Модель была успешной и имела большие продажи.
Изначально T610 был доступен в трех цветовых решениях: Aluminium Haze (алюминиево-дымчатый), Abyss Blue, и Volcanic Red (вулканическо-красный). Многие компании, продававшие телефон в Великобритании, жаловались производителю, что не могут закупить аппараты цвета Aluminium Haze, хотя аппараты других цветов им поставляются нормально.
Ретро-дизайн аппарата был разработан промышленным дизайнером Эриком Алгрином (en:Erik Ahlgren) и получил многочисленные положительные отзывы в специализированных журналах, на выставках, в обзорах и у покупателей. Клавиатура имела серебристый цвет независимо от окраски аппарата.
T610 является первым камерофоном, умеющим снимать фотографии в разрешении до 288 х 352 пикселей. Аппарат поддерживал GPRS (class 8), HSCSD, WAP 2.0, умел воспроизводить полифонические мелодии MIDI, поддерживал игры и приложения на Java и Mophun (в аппарате было три предустановленных игры). Аппарат не имел громкой связи, но его динамик был достаточно громок для комфортного использования в шумном месте.
Последняя официальная прошивка для T610: R6D003 (сентябрь 2004 года).

## Характеристики
| Общие характеристики                        | Общие характеристики |
| ------------------------------------------- | --- |
| Диапазоны частот                            | GSM 900, GSM 1800, GSM 1900 |
| Тип корпуса                                 | классический моноблок |
| Конструкция                                 | джойстик |
| Антенна                                     | встроенная |
| Вес                                         | 95 г |
| Размеры                                     | 44x102x19 мм |
| Звонки                                      | |
| Тип мелодий                                 | 32-голосная полифония |
| Виброзвонок                                 | есть |
| Редактор мелодий                            | есть |
| Связь                                       | |
| Интерфейсы                                  | IRDA, USB, Bluetooth |
| Доступ в интернет                           | WAP 2.0, GPRS (class 8), POP/SMTP-клиент |
| Модем                                       | есть |
| Синхронизация с компьютером                 | есть |
| Сообщения                                   | |
| Дополнительные функции SMS                  | ввод текста со словарём T9, шаблоны сообщений |
| MMS                                         | есть |
| EMS                                         | есть |
| Другие функции                              | |
| Управление                                  | голосовое управление |
| Автодозвон                                  | есть |
| Звуковая индикация времени разговора        | есть |
| Режимы кодирования звука HR, FR, EFR        | есть |
| Экран                                       | |
| Тип экрана                                  | цветной STN экран, 65536 цветов |
| Размер изображения                          | число строк — 6, 128x160 пикс. |
| Индикация                                   | времени разговора |
| Мультимедийные возможности                  | |
| Встроенная фотокамера                       | 352x288 |
| Диктофон                                    | есть |
| Игры                                        | есть |
| Java-приложения                             | есть |
| Питание                                     | |
| Тип аккумулятора                            | Li-polymer |
| Ёмкость аккумулятора                        | 750 мАч |
| Время разговора                             | 14 ч (по данным производителя) |
| Время ожидания                              | 400 ч (по данным производителя) |
| Записная книжка и органайзер                | |
| Записная книжка в аппарате                  | 510 номеров |
| Поиск по книжке                             | есть |
| Обмен между SIM-картой и внутренней памятью | есть |
| Органайзер                                  | будильник, калькулятор, планировщик задач |
| Дополнительная информация                   | |
| Комплектация                                | телефон, аккумулятор, сетевое з/у, салфетка, диск ПО, инструкция |
| Другие функции                              | таймер, секундомер, поддержка тем |
| SAR                                         | 0,89 Вт / кг |
| Прочее                                      | на аппарат можно установить прошивку от T630 (но при этом надо менять экран); некоторые источники утверждают, что это значительно улучшает качество фото, доводя его до уровня T630 |

## Варианты
- T616 — вариант аппарата для северной Америки
- T630 — улучшенная версия аппарата, выпущенная в 2003 году, обладает новым дизайном и более мощной VGA-камерой